# Zakerana
Genre
Zakerana est un genre d'amphibiens de la famille des Dicroglossidae.

## Répartition
Les 20 espèces de ce genre se rencontrent en Asie du Sud.

## Liste d'espèces
Selon Amphibian Species of the World (12 novembre 2013) :
- Zakerana asmati (Howlader, 2011)
- Zakerana brevipalmata (Peters, 1871)
- Zakerana caperata (Kuramoto, Joshy, Kurabayashi & Sumida, 2008)
- Zakerana granosa (Kuramoto, Joshy, Kurabayashi & Sumida, 2008)
- Zakerana greenii (Boulenger, 1905)
- Zakerana keralensis (Dubois, 1981)
- Zakerana kirtisinghei (Manamendra-Arachchi & Gabadage, 1996)
- Zakerana kudremukhensis (Kuramoto, Joshy, Kurabayashi & Sumida, 2008)
- Zakerana mudduraja (Kuramoto, Joshy, Kurabayashi & Sumida, 2008)
- Zakerana murthii (Pillai, 1979)
- Zakerana mysorensis (Rao, 1922)
- Zakerana nepalensis (Dubois, 1975)
- Zakerana nilagirica (Jerdon, 1854)
- Zakerana parambikulamana (Rao, 1937)
- Zakerana pierrei (Dubois, 1975)
- Zakerana rufescens (Jerdon, 1854)
- Zakerana sauriceps (Rao, 1937)
- Zakerana sengupti (Purkayastha & Matsui, 2012)
- Zakerana syhadrensis (Annandale, 1919)
- Zakerana teraiensis (Dubois, 1984)

## Étymologie
Le nom de ce genre est formé à partir de Zaker, en l'honneur de Kazi Zaker Husain (1933-2011), et du mot latin rana, la grenouille.

## Publication originale
- Howlader, 2011 : Cricket frog (Amphibia: Anura: Dicroglossidae): two regions of Asia are corresponding two groups. Bangladesh Wildlife Bulletin, vol. 5, no 1/2, p. 1-7 (texte intégral).